# Gibbula drepanensis
Gibbula drepanensis — вид морських черевоногих молюсків родини трохіди (Trochidae).

## Поширення
Вид поширений у Середземному морі та на сході Атлантики біля Канарських островів.

## Опис
Дрібний молюск. Раковина розміром 2-5 мм, приплюснута, з 3-4 оборотами. Забарвлення біле з візерунком з червонуватих смуг, які місцями розбиваються на плями. Отвір досить широкий, косий. Колумелла дугоподібна.